# Гавриил Мелитенский
Гавриил Мелитенский или Габриел из Мелитены (XI век — 1103) — армянский князь и наместник Мелитены.

## Биография
Гавриил Мелитенский являясь армянином-халкидонитом, при Филарете Варажнуни, после Тороса из Эдессы, стал правителем Мелитены, коим оставался до 1104 года. 
Ориентировочно после 1100 года, Гавриил получил от византийцев сан севаста, что фактически явилось фикцией зависимости княжества от Византии. Обеспокоенный постоянными набегами турок, армянский князь отдает свою дочь Морфию замуж за приёмного сына своего тестя Тороса Эдесского — Балдуина II и, по-видимому, признает себя зависимым от него. Однако и здесь зависимость была условной и прервалась тотчас после ухода графа в Эдессу
Однако родство с крестоносцами не спасло армянского князя. В 1103 году в результате нападения турок-сельджуков Мелитена пала. Во время осады, так и не дождавшись помощи, погиб её правитель Гавриил.